# 奥罗拉不明飞行物体坠毁事件

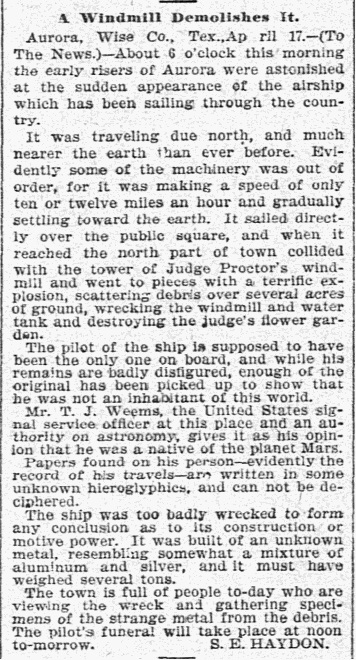
1897年4月19日关于奥罗拉不明飞行物体坠毁事件的報紙报道

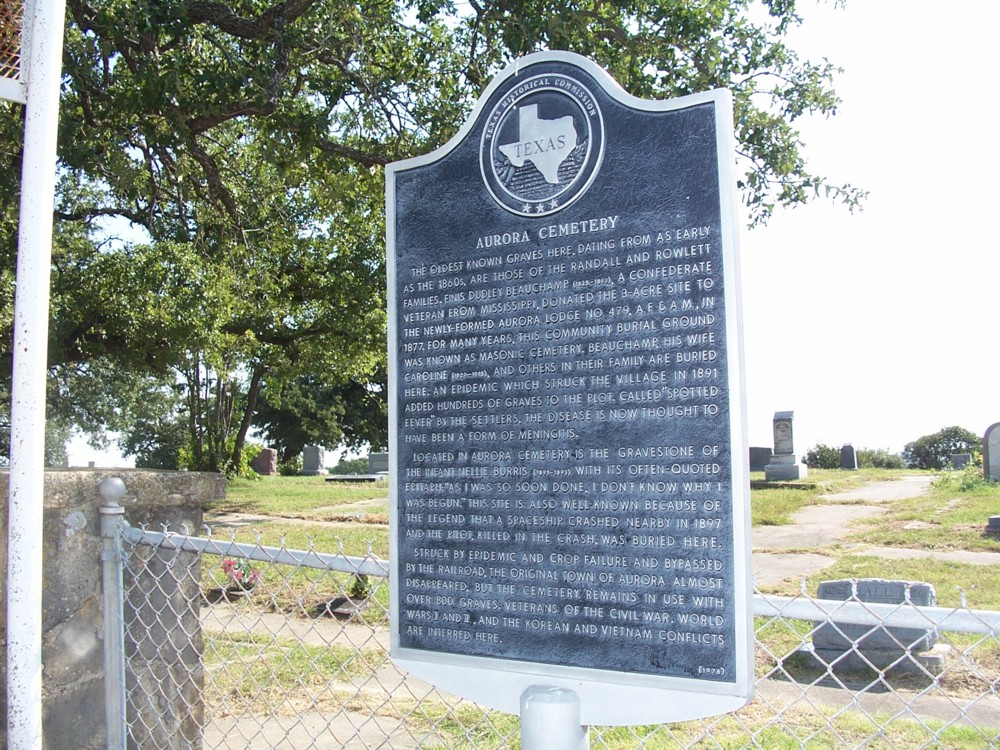
提及該次事件的說明板

奥罗拉不明飞行物体坠毁事件（英語：Aurora, Texas, UFO incident）是指发生在1897年4月17日于美国得克萨斯州奥罗拉镇附近农场的一次不明飛行物坠毁事件。这起事故类似于50年后发生的罗斯威尔飞碟坠毁事件，在这次事故中据称坠毁所引发的撞击直接导致不明飞行物驾驶员死亡，而且驾驶员看起来也并不像是来自于地球的人类或者生物，而更像是地外生命。随后人们将不明飞行物驾驶员埋葬在一个名为奥罗拉的公墓，并放置了一个小石板来作为墓碑，但在后来作为墓碑的小石板却不翼而飞，而这个埋葬外星人的地点也就无从得知了。

## 经过
1897年4月19日，《达拉斯晨报》上刊登了一篇由SE Haydon撰写的关于“奥罗拉不明飞行物体坠毁”的文章，文章中描述了这次不明飞行物坠毁事件。1897年4月17日清晨，美國奧羅拉鎮郊沃斯城堡的上空出現了一個巨大的雪茄型飛艇。由於人類的第一次飛行（即萊特兄弟首次試飛）是在1903年，在此六年前，人們尚不知如何上天。那架雪茄型飛艇似乎突然失控，直撞向普洛克特法官農場裡的一座古老風車。
事故引來了許多當地居民圍觀，很快地，他們在殘骸中發現了一具身材瘦小、嚴重變形的生物軀體。威姆斯是當地的美國陸軍通信官，也是天文學專家，他認為不明屍體是飛艇上的飛行員，來自火星。這具屍體被當地人按基督教葬礼仪式安葬在小鎮的墓地，上面蓋有一塊小石板，那架飛艇殘骸則被扔到附近的一口井裡（现今德克萨斯州历史委员会在此处公墓设立了一块该事件的纪念碑）。
兩天後，《達拉斯晨報》即報導，墜毀的飛行器裡有絕非地球生物的不明屍體，這一消息公布後，引起了一場軒然大波，有人認為這是UFO，是外星人的屍體，有人則認為是個精心策劃的騙局，沸沸揚揚的爭論當時根本沒有結果。
后来一位叫布劳利·奥茨先生称，他在1935年左右买下了普洛克特法官的这座房产。奥茨首先清理了井中的残骸，以便将井用作水源，但后来他却患上了极其严重的关节炎，他声称这是抛入井中的残骸造成水污染所导致的疾病。最后，奥茨用一块混凝土板彻底封住了水井，并在板上放置了一个附加阻碍物。根据混凝土板上所写的文字，封堵水井是在1945年完成的。

## 骗局说法
关于此事件为骗局的说法主要源于1980年《时代》杂志对86岁的奥罗拉居民埃塔 · 皮格斯(Etta Pegues)的采访。皮格斯声称，Haydon编造了整个故事，他称Haydon编造这个故事只是一个玩笑，皆是引起人们对奥罗拉的注意，由于当时建设的铁路绕过了奥罗拉，所以这个城镇的发展变的非常缓慢。皮格斯进一步声称，法官普洛克特从未在他的财产上使用过风车，这一言论后来在《UFO猎人》中的一集里引起了争议，该集他们发现了井周围的木制水泵塔的地基。2020年4月12日，超自然现象研究人员杰瑞 · 德雷克（Jerry Drake）在《怪物对话》直播节目中质疑了这一发现，他指出这口井显然是一口现代建筑的水桶井，估计建于1940年后的某个时候，而并不是一口设计精良的风车井。

## 调查
该事件已被多次报道和调查。一家当地电视台KDFW FOX 4曾对此事件播出过一篇新闻报道，而另外两则报道也曾在有线电视上播出过。

### KDFW报道
1998年，总部设在达拉斯的KDFW电视台播出了一篇关于不明飞行物体坠毁事件的长篇报道。记者理查德·雷采访了前《沃斯堡星报》记者吉姆·马尔斯和其他当地人，马尔斯在采访中称有东西从天上掉下，然后在奥罗拉附近坠毁了。然而，雷称并没有找到此事件中有关外星生命或外星科技的确凿证据。雷报道说，德克萨斯州在镇上竖起了一块此事件的纪念牌匾，并在牌子上标著：“都市传说”。

### 《不明飞行档案》调查
2005年12月19日，《不明飞行物档案》播出了有关此事件的一集，名为“德克萨斯的罗斯威尔”。 这一集讲述了1973年由《达拉斯时报先驱报》的航空记者和任UFO互动网络(MUFON)得克萨斯州主管的比尔·凯斯领导的一项调查。
MUFON在调查中发现了两名新的坠机目击者。事件发生时还是15岁的玛丽·埃文斯(Mary Evans)讲述了她的父母去到坠机现场(但他们的父母禁止她前去)以及发现外星人尸体的故事。还有一名在当时还是10岁的查理·斯蒂芬斯(Charlie Stephens)告诉调查人员，他看到飞艇从北飞向奥罗拉时尾部拖着浓烟，正当他想确认到底发生什么的时候，他的父亲让他赶紧完成家务；后来，他讲述了父亲第二天去往了坠机现场，并看到了失事飞行物的残骸。
MUFON随后调查了奥罗拉公墓并发现了一个墓碑，碑上似乎刻画了某种飞行物，而且金属探测器也作出了反应。MUFON的调查人员要求获得挖掘坟墓的许可，但是遭到墓地管理单位的拒绝。在MUFON的人员调查结束之后，墓碑神秘地从墓地消失了，后来MUFON的调查人员将一根三英寸长的金属探测管伸入地下，但探测器并没有像上次那样作出金属反应，因此调查人员推测金属是应该是从坟墓里被取走了。
MUFON最终的调查报告称搜集到的证据 并不确凿，但并不排除是骗局的可能性。在这一集中，布拉默市长也接受了采访，他在采访中谈到了这个小镇的悲惨历史。

### 《UFO猎人》调查
2008年11月19日，《UFO 猎人》首次在电视上播放了一部名为《第一次接触》的关于奥罗拉不明飞行物体坠毁事件的纪录片。
但这部纪录片与《不明飞行档案》所播出的情况有所不同——布劳利 · 奥茨的孙子提姆 · 奥茨在节目中称他的财产下拥有掩埋不明飞行物残骸的井，并允许调查人员打开井盖，以检查里面的不明飞行物碎片。调查人员除了发现井里的水含含有大量的铝元素外，其他地方都是正常的，井里也没有任何其他的东西。工作人员怀疑井中的残骸或者其他大型物体可能已经被前任主人给搬走了。此外，调查人员在井附近还发现了一个风车的遗迹，这个证据明显与皮格女士在1979年《时代周刊》上发表的一篇文章里称“普洛克特法官的房产中从未有过风车”的言论有驳。
最后，调查人员还对奥罗拉的一个墓地进行了检查。尽管当地的墓地管理人员并不允许任何挖掘行为，但调查人员使用透地雷达和之前调查所拍摄的照片在一个19世纪90年代所竖立的坟墓附近发现了一个无名坟墓。但是，由于这个坟墓的状况非常糟糕，透地雷达也无法确定坟墓里所埋葬的遗骸是什么。
当地的土地持有者还给了调查人员一些金属，但这些金属里其中大部分是铝以及一种未知的元素。

## 流行文化
这一事件成为1986年改编电影《极光邂逅》的灵感来源，历史频道播出的的《远古外星人》第三季第一集也以名为《外星人与西部》对此事件进行了讨论，该节目中主要讲述了19世纪晚期在北美西部的不明飞行物目击事件。
由音乐家和历史学家Thomas Negovan和Aaron Shaps共同编剧和导演的独立短片《奥罗拉》中，他们将这一事件与纳粹的“纳粹钟”阴谋论结合起来。
这一事件在1974年火象剧院的喜剧《你所知道的这一切都是错的》中讽刺了该事件。
历史频道的《一号机库：不明飞行物档案》(2014-2015年播出的电视剧)的《坠毁与掩盖》一集中详细讲述了这一事件。
奥罗拉不明飞行物体坠毁事件还是BBC Sounds在2020年播出的科幻廣播劇《密码》中的一个关键情节。